# Bredeczky Sámuel
Bredeczky Sámuel (Jakabvágása, 1772. március 18. – Lviv, 1812. június 19.) evangélikus püspök, tanár, honismereti író.

## Élete
Atyja kántortanító volt. Ő volt a család hatodik gyermeke. Miután középiskoláit Késmárkon, Csetneken és a soproni gimnáziumban elvégezte, 1796 nyarán a jénai egyetemre ment. Itt teológiát, filozófiát, geológiát, geográfiát és mineralógiát is tanult. Meglátogatta Goethét, Schillert, Herdert és Wielandot Weimarban. Goethe megajándékozta őt „Hermann és Dorothea" című munkájával és levelezett vele. 1798-ban visszatért hazájába és a soproni evangélikus polgári iskolánál kapott alkalmazást; innét 1802. szeptember 16. Bécsbe ment az ottani protestáns iskolához; később hitoktató lett az evangélikus templomnál, 1805-ben lelkész a krakkói s podgorzei községben, végre 1806-ban Lembergben lett lelkész és püspök. Tanári és egyházi működése mellett szabadidejét a tudomány művelésére fordította, s mint példaképe J. W. Goethe ásványgyűjtő kalapáccsal indult a lakóhelyeit övező erdőkbe kirándulásra. Tagja volt a jénai mineralógiai s a szász-góthai erdészeti társaságnak. Főleg a topográfia érdekelte: e tárgykörben több jelentős művet is írt. „Magyarország topográfiai zsebkönyvét” még Sopronban adta ki 1802-ben, majd Bécsben az „Adatok a Magyar királyság topográfiájáról” című, társszerzőkkel készült munkáját, s ugyanitt 1809-ben az „Úti megfigyelések Magyarországról és Galíciáról” címűt. Minden műve németül jelent meg. Ma már tudománytörténeti értékűnek számít a Baradla-barlangról szóló könyve.

## Munkái
1. Die Hochzeitsfeyer des Herrn Ladislaus Németh und seiner vielgeliebten Braut Susanna Asbóth im August 1796. Jena.
2. Elementar-Büchlein zum Gebrauch bei öffentlichem Unterricht. Oedenburg, 1800. és 1801. (Névtelenül.)
3. Topographisches Taschenbuch für Ungarn. Uo. 1802. (Ism. Annalen der Oesterr. Literatur 83. sz.)
4. Abschieds-Rede gehalten am 16. sept. 1802. Uo.
5. Beyträge zur Topographie des Königreichs Ungarn. Wien, 1803–05. (2. kiadása Uo. 1805. Többekkel együtt, nagyobb részét azonban ő írta.) 1803 1805
6. Neue Beyträge zur Topographie des Königreichs Ungarn. Uo. 1803–07. (Többek közreműködésével, azonban ennek is ő írta nagyobb részét.) 1807
7. Der Wiener Jugendfreund. Uo. 1805. Két kötet. (Glatz Jakab és Unger Károly társaságában.)
8. Beschreibung der äusserst merkwürdigen Höhle Baradla. Wien, 1807.
9. Kurzer Abriss der biblischen Geschichte des alten und neuen Testaments. Uo. 1809. (Ism. Allg. Liter. Zeitung 1808. Ergzbl. 156. sz. 2. kiadás. Uo. 1821.)
10. Reisebemerkungen über Ungarn und Galizien. Uo. 1809. Két kötet.
11. Hist. stat Beytrag zum deutschen Kolonialwesen in Europa, nebst einer kurzen Beschreibung der deutschen Ansiedelung in Galizien. Brünn, 1812. (Ism. Allg. Liter. Zeitung II. 169.)